# Graptopetalum filiferum

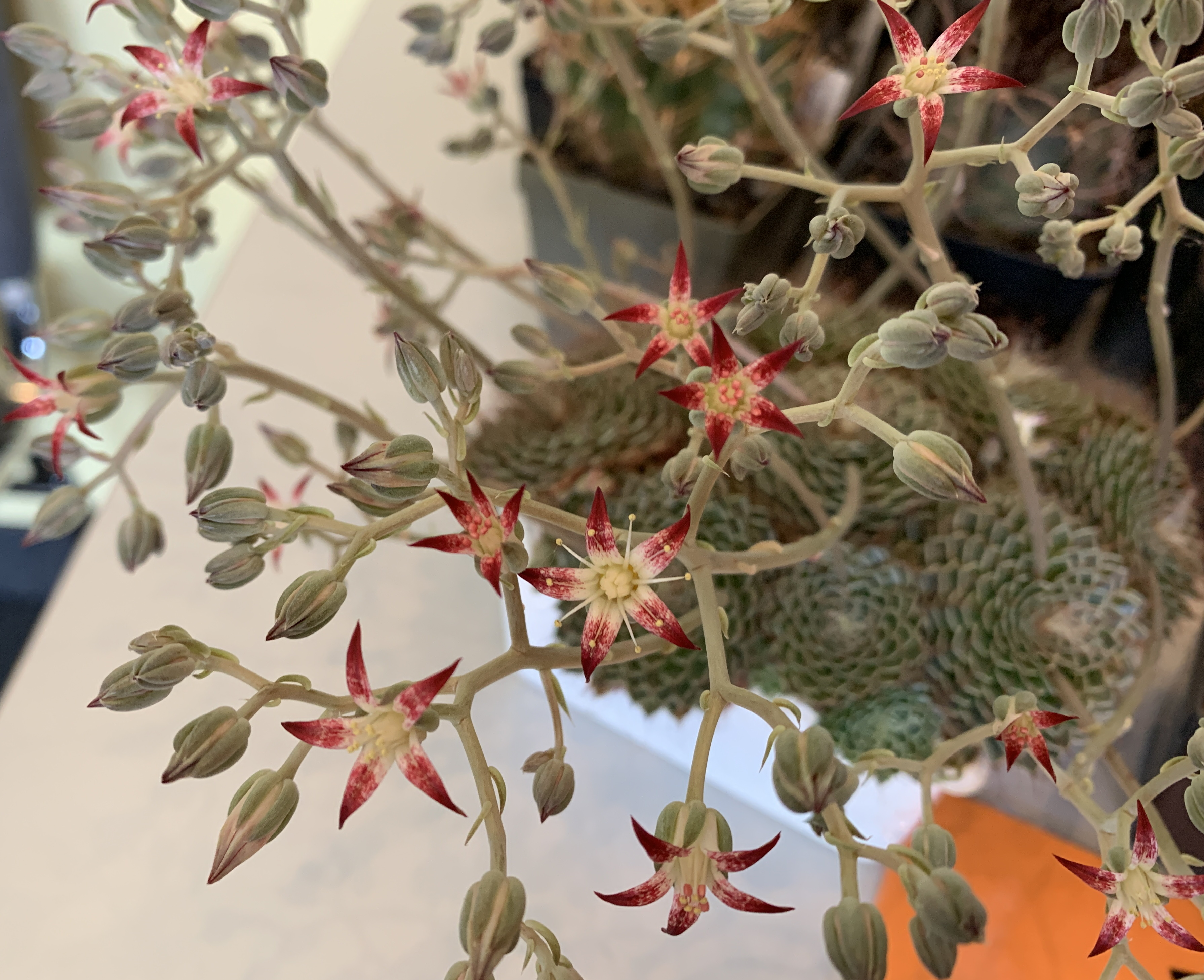
Graptopetalum filiferum

Graptopetalum filiferum és una espècie de planta suculenta del gènere Graptopetalum, de la família de les Crassulaceae.

## Descripció
És una planta suculenta perenne, sense tija, que forma rosetes que s'agrupen poc a poc, formant amb el temps grans catifes. Amb gruixudes fulles carnoses, sembla una Sempervivum més gran. Cada fulla té a l'àpex un filament vermell fi.
Les rosetes, de 5 a 10 cm de diàmetre, gairebé planes a ran de terra, amb 75 a 100 fulles densament solapades, formant un túmul simètric de color verd platejat.
Les fulles són glabres, carnoses, espatulades a triangulars, esveltes, arquejades, el triple de llargues que d'amples, de color verd clar, més aviat grisenc, amb un característic filament pèndul a l'àpex, vermell-marronós. Les fulles es tornen de color groc rosat en condicions seques i càlides, i gris-blavós si gaudeixen d'ombra parcial i aigua regular.
Les flors són blanques amb taques vermelles, que donen un atractiu especial a la planta.

## Distribució
Planta endèmica de Chihuahua (Mèxic).

## Cultiu
Graptopetalum filiferum hibrida fàcilment amb altres espècies de Graptopetalum i també amb plantes d'altres gèneres relacionats, com Echeveria, Pachyphytum, Sedum i possiblement amb altres.
Tolera el plè sol i la sequera, però prefereix mitja ombra i regs regulars (quan la terra ja estigui seca) a l'estiu. Suporta curtes gelades de fins a -5 °C. Es reprodueix fàcilment per divisió de plançons o fulles,
S'utilitza molt en rocalles, jardins de grava, petits contenidors...

## Taxonomia
Graptopetalum filiferum va ser descrita per Jack Whitehead, i publicada a Cactus and Succulent Journal 15: 69. 1943.

### Etimologia
Graptopetalum: nom genèric que deriva de les paraules gregues: γραπτός (graptos) per a "escrits", pintats i πέταλον (petalon) per a "pètals" on es refereix als pètals generalment tacats.
filiferum: epítet llatí que significa 'amb filament'.

### Sinonímia
- Sedum filiferum S. Watson (basiònim).